# KIC 11145123
KIC 11145123は、太陽系から見てはくちょう座の方向約3,910 光年の距離にある変光星。見かけの等級は13.116等と、肉眼で見ることはできない。その特徴から「青色はぐれ星」と考えられている。また、既知のどの天体よりも扁平率が小さいことから「宇宙で最も丸い天体」として知られている。

## 特徴

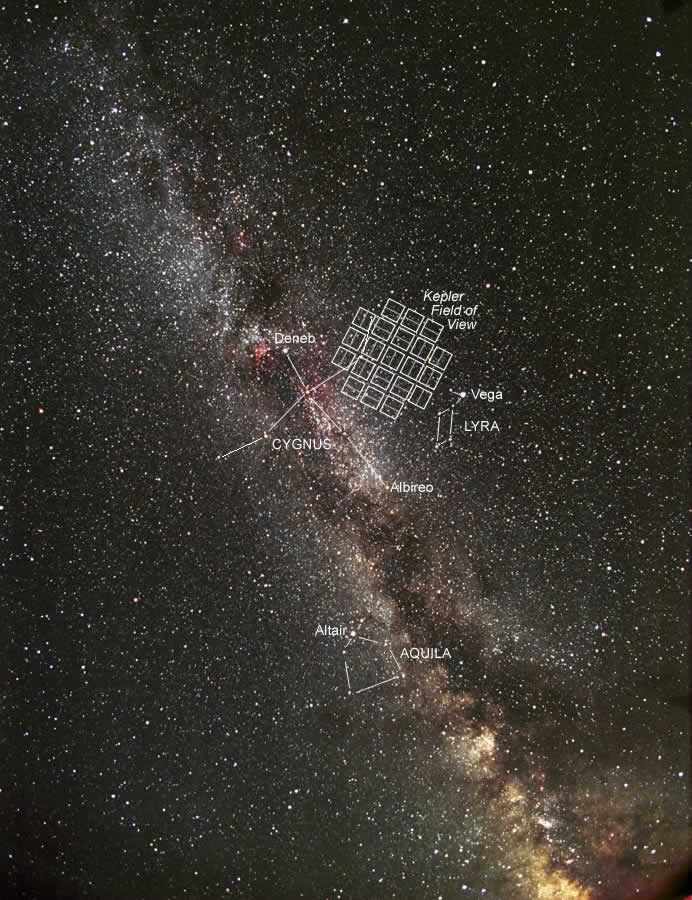
天の川とケプラーの観測領域。KIC 11145123は、21個あるマス目の左側最上段に位置している。

太陽系外惑星探査機「ケプラー」による観測で動径脈動と非動径脈動の両方が観測されており、変光星としてはかじき座γ型変光星 (GDOR)またはたて座δ型変光星 (DSCT)として分類されている。
分光スペクトルからはA型主系列星のように見えるが、「ケプラー」によって得られた精度の高い測光データと星震学による研究から、他の恒星には見られない特徴が発見されている。
ヘリウムの存在量が異常に高い
星震学研究の大家として知られるドナルド・カーツは、ケプラーの観測対象となった主系列星の中から、音波で構成されるpモードと重力波で構成されるgモードの両方の固有振動が観測された星を探し、KIC 9244992とKIC 11145123の2つを選び出して研究を進めた。2014年にカーツは、「KIC 11145123の質量は太陽の1.46倍、半径は2.24倍で、誕生初期のヘリウム含有率が36％（重量比）であった」とするモデルを発表した。これは、ビッグバン元素合成で生成されたヘリウムの存在量約25％に比べて格段に高く、通常の星形成では到達し得ない比率である。
外層のほうが内層より速く自転している
カーツの研究では、固有振動の観測結果から星の内層と外層の自転速度が求められた。その結果、自転の周期は約100日で、星全体がほぼ一体となった剛体のように自転しており、しかも内層に比べて外層のほうが5％速く自転しているという結果が得られた。通常の恒星では中心部のほうが自転速度が速く、外層の自転速度が内層に追いつくことはあっても追い抜くことは難しいため、未知のメカニズムの存在が示唆される結果となった。
扁平率が異常に小さい
2016年のGizonらの研究では、赤道半径と極半径の扁平率が(1.8±0.6)×10−6、すなわち赤道半径が極半径より約50万分の1だけ長いことが示された。これは約3 kmに相当し、自転周期から想定される理論値の約3分の1しかない。このことから、星全体を極方向に引き伸ばそうとする何らかのメカニズムの存在が示唆された。KIC 11145123の扁平率が2016年時点で既知の天体の中で最も小さな値であったことから「宇宙で最も丸い天体」と呼ばれた。

球状星団に属する恒星のHR図。青色はぐれ星 (blue straggler) は、HR図上で他の星から孤立してプロットされる。

これらの特徴から、KIC 11145123が単独星として誕生して進化してきたと説明することは難しく、「何らかの形で外部からヘリウムを獲得した」として説明するシナリオが想定された。2017年には高田-比田井昌英らによって、すばる望遠鏡の高分散分光器HDSを用いた分光観測によって得られた化学組成パターンや金属量、空間移動速度のデータから、KIC 11145123は「青色はぐれ星」であるとする研究結果が発表された。青色はぐれ星は「連星系における相互作用」あるいは「恒星同士の衝突合体」によって生じたとする説が有力であり、KIC 11145123の特徴を説明する上でも有力な説であるとされる。

2021年には国立天文台の八田良樹（当時）らによって、KIC 11145123が初期ヘリウム量26％の単独星として生まれ、その後他の天体との相互作用を経験して外周部の化学組成が変化した可能性がある、とする研究結果が発表された。八田らは、質量1.36 M☉、初期ヘリウム量26％、初期金属量0.2％とする、カーツが2014年に構築したモデルより一般的なパラメータのモデルを構築し、単独星として誕生したKIC 11145123が他の星との相互作用で現在の姿となった可能性を示している。

## 名称
特に固有名は存在しない。「KIC」は、系外惑星探査機「ケプラー」が観測した天体約3000万を記録した「Kepler Input Catalog」の頭文字である。